# Erislandi Lara

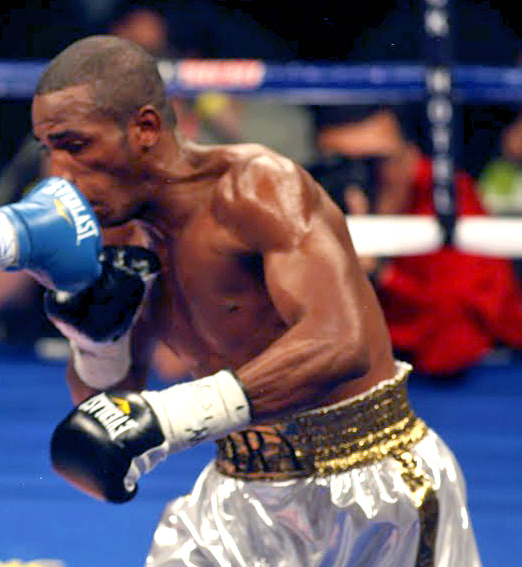
Erislandi Lara

Erislandy Lara (Guantánamo, 11 de abril de 1983) é um pugilista cubano.
Deixou a delegação de seu país durante os Jogos Pan-Americanos realizados no Rio de Janeiro em 2007, juntamente com seu compatriota, o também pugilista Guillermo Rigondeaux, mas foi localizado depois de poucos dias e devolvido a Cuba. O caso causou polêmica: por um lado, o ministro da Justiça do Brasil, Tarso Genro, afirmava que os dois boxeadores tinham aceito ou mesmo solicitado a volta à pátria; por outro, estranhava-se a rapidez na devolução deles a seu país, sem que tivesse havido uma oportunidade maior de que a opinião se convencesse de que eles desejavam, mesmo, regressar a Cuba. Nenhum dos dois teve o direito de lutar novamente em Cuba. Em 2008, Lara fugiu para o México. Em 2009, Rigondeaux conseguiu também deixar o País. Os dois teriam sido contratados pela empresa alemã Arena Box Promotions, acusada pelo governo cubano de aliciar esportistas cubanos de alta qualidade para representá-los no exterior, sem ter arcado com os custos de sua formação e treinamento.